# Niccolò Fieschi
Niccolò Fieschi (Génova, c. 1456 - Roma, 15 de junio de 1524) fue un eclesiástico italiano. 

## Biografía
De ascendencia aristocrática, fue hijo de Giacomo di Ettore, de la rama de los Savignone de los condes de Lavagna, y de Selvaggia Fieschi de Caneto, descendiente de la noble familia de los Fieschi, que en los doscientos años anteriores había dado a la iglesia al menos cinco cardenales y dos papas. 
No hay noticias de sus primeros años hasta 1481, cuando junto a su hermano Pietro recibió las órdenes menores y el título de doctor en derecho canónico por la Universidad de Bolonia; dos años después, siendo preboste de Fréjus y arcipreste de Génova, fue nombrado obispo de Toulon, aunque no llegó a tomar posesión por la oposición de los oficiales reales. 
A instancias del rey Luis XII de Francia, en 1503 el papa Alejandro VI le creó cardenal diácono de Santa Lucia in Septisolio, título que a lo largo de su vida cambió por los de Santa Prisca (1506), SS. XII Apóstoles (1511), Albano (1518), Sabina (1521), Porto-Santa Rufina (1523) y Ostia-Velletri (1524). 
Participó en los cónclaves de septiembre y octubre de 1503 en que fueron elegidos papas Pío III y Julio II, y en los de 1513, 1521 y 1523 en que lo fueron León X, Adriano VI y Clemente VII, y en distintos periodos fue administrador de las diócesis de Fréjus, Agde, Sénez, Embrun, Toulon, Andria y Umbriatico, arzobispo de Rávena, y abad comendatario de los monasterios de Grandmont, Bonnecombe y Tre Fontane.
Fallecido en Roma a los 68 años de edad, fue sepultado en la Basílica de Santa María del Popolo.